# Piet Kramer

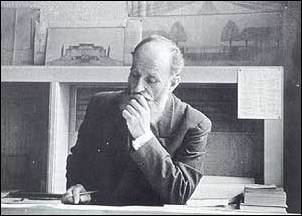
Piet Kramer.

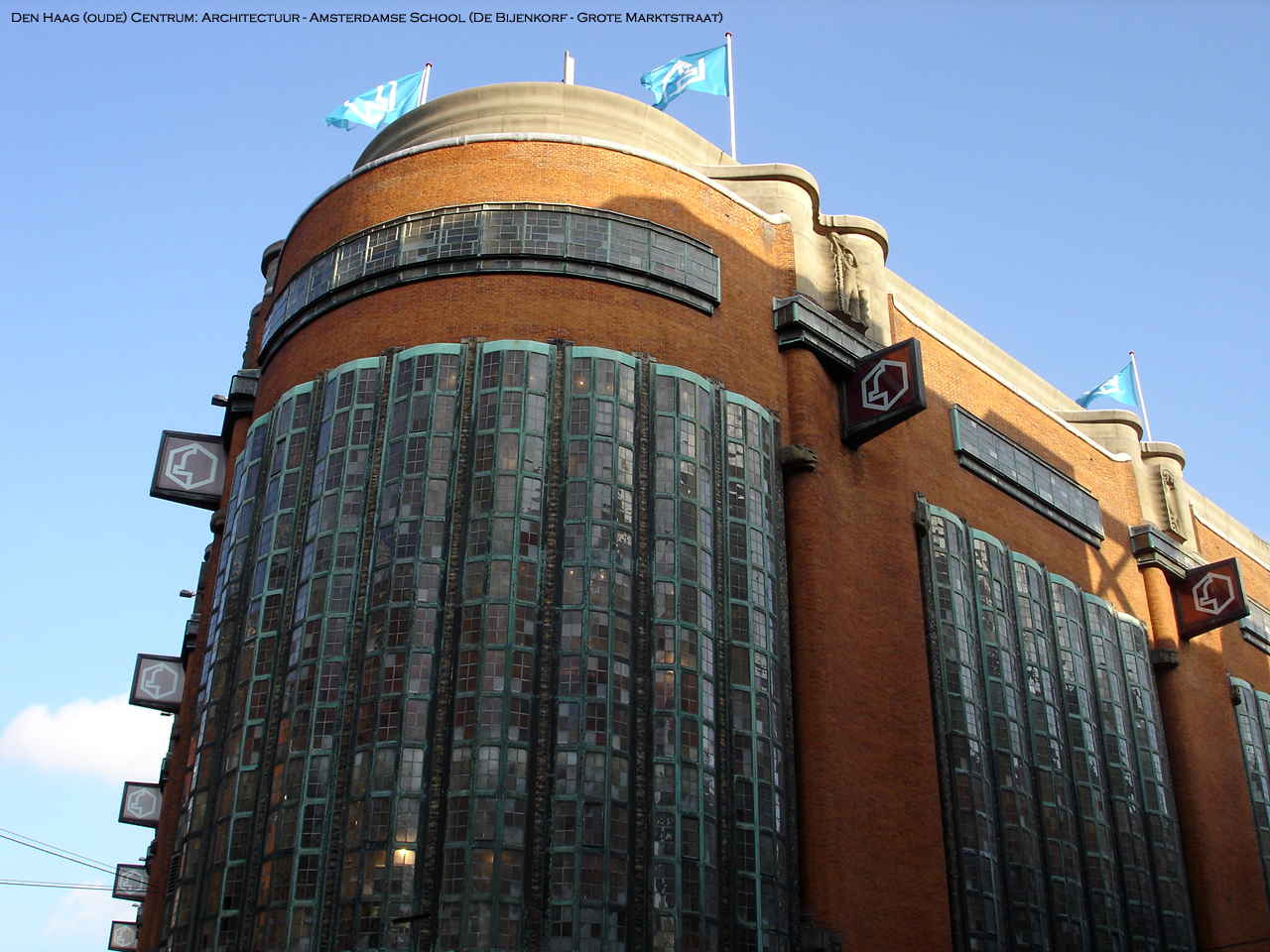
Almacenes Bijenkorf, La Haya.

Pieter Lodewijk Kramer, más conocido por Piet Kramer (Ámsterdam, 17 de agosto de 1881 - ídem, 23 de mayo de 1961) fue un arquitecto holandés. Fue uno de los fundadores de la Escuela de Ámsterdam (arquitectura expresionista), junto a Michel de Klerk y Johan van der Mey, con los que colaboró en numerosas obras, como la Scheepvaarthuis (Casa de Navegación, 1911). 
De 1917 a 1952 fue el arquitecto responsable de puentes del Departamento de Obras Públicas Municipales de Ámsterdam (Amsterdam Dienst Gemeentelijke Publieke Werken), diseñando aproximadamente cuatrocientos puentes, de los cuales alrededor de un centenar fueron para el parque de la Amsterdamse Bos. Para estos puentes también solía diseñar las casas puente asociadas, el trabajo de forja e incluso los planes de paisaje. Fuera de Ámsterdam diseñó, entre otras obras, los grandes almacenes De Bijenkorf en La Haya, y tres villas en el Parque Meerwijk de Bergen. 